# Raševica
Raševica (kyrilliska Рашевица) är en by i kommunen Paraćin, i distriktet Pomoravlje, i Serbien. År 2022 hade byn 768 invånare. Byn omfattar ett område på 15,19 km².